# Мамедов, Ягуб Акпер оглы
Ягуб Акпер оглы Мамедов (азерб. Yaqub Əkbər oğlu Məmmədov) — азербайджанский и советский борец вольного стиля и тренер по вольной борьбе, главный тренер мужской сборной Азербайджана по вольной борьбе (1997—2005, 2007), главный тренер женской сборной Азербайджана по вольной борьбе (2013—2014). Мастер спорта по вольной борьбе (1966), мастер спорта международного класса (1970), Заслуженный тренер Азербайджанской ССР (1986), Заслуженный деятель физической культуры и спорта Азербайджана (2018). персональный пенсионер Президента Азербайджанской Республики (2006).

## Биография
Ягуб Акпер оглы Мамедов родился 18 апреля 1946 года в поселке Аркиван Масаллинского района Азербайджанской ССР.
В 1960 году он окончил семилетнюю школу в аркиванском квартале Баглакюча и поступил в Бакинский энергетический техникум. В 1961 году Ягуб Мамедов начал заниматься вольной борьбой в спортивном обществе «Динамо». Он участвовал в различных турнирах 1961 по 1973 год и был удостоен многих наград.
В 1966 году Ягуб Мамедов впервые стал чемпионом СССР среди спортсменов 19-20-лет в Тбилиси. В 1966—1972 годах был членом сборной СССР по вольной борьбе. Завоевал серебряную медаь на чемпионате СССР 1970 года в Махачкале.
С 1974 года занимался тренерской деятельностью. В 1984 году за успешное выступление сборной Азербайджана на Всесоюзной Спартакиаде школьников СССР он был награжден Почетной грамотой Верховного Совета Азербайджанской ССР.
В 1997 году назначен главным тренером мужской сборной Азербайджана по вольной борьбе. В 2000 году на Олимпийских играх в Сиднее выступали шестеро его подопечных и одному из них, Намику Абдуллаеву удалось стать олимпийским чемпионом. Указом президента Азербайджанской Республики Гейдара Алиева № 403 от 18 октября 2000 года Ягуб Мамедов за высокие достижения на XXVII Летних Олимпийских играх и заслуги в развитии азербайджанского спорта был награждён орденом «Слава». В марте 2004 года по версии газеты «Чемпион» был признан лучшим тренером 2003 года.
В 2005 году Мамедов ушёл с поста главного тренера, а в 2006 году ушёл в отставку. В апреле 2007 года Мамедов вновь возглавил сборную. В конце сентября этого же года в связи с не удовлетворительным выступлением азербайджанских борцов вольного стиля на чемпионате мира в Баку, где вольниками была завоёвана всего одна бронзовая медаль и одна олимпийская лицензия на Игры-2008 (благодаря Чамсулваре Чамсулвараеву), Мамедов был отправлен в отставку, а на должность главного тренера сборной Азербайджана по вольной борьбе был назначен дагестанский специалист Магомедхан Арацилов.
В январе 2013 года Ягуб Мамедов стал главным тренером женской сборной Азербайджана по вольной борьбе. В 2014 году его на этом посту заменил Симеон Штерев. В январе 2015 года был назначен главным тренером молодёжной женской сборной Азербайджана по борьбе.